# Миколаївська селищна територіальна громада (Одеська область)
Миколаївська селищна територіальна громада — територіальна громада в Україні, у Березівському районі Одеської області. Утворена 17 липня 2020 року в результаті об'єднання Миколаївської селищної ради із Антонюківською, Новопетрівською, Олексіївською і Ульяновською сільськими радами колишнього  Миколаївського району. Адміністративний центр — селище Миколаївка.

## Склад громади
До складу громади входять одне селище Миколаївка і 22 села:
- Амбарів
- Антонюки
- Василівка
- Гвоздівка
- Дружелюбівка
- Каре
- Комарашеве
- Мала Дворянка
- Мар'янівка
- Морозова
- Новопетрівка
- Новопокровка
- Олексіївка
- Перемога
- Переселенці
- Романівка
- Софіївка
- Ставкове
- Сухий Яр
- Ульяновка
- Чарівне
- Широке